# Plectrohyla guatemalensis
Espèce
Statut de conservation UICN

 CR A3e : 
En danger critique
Plectrohyla guatemalensis est une espèce d'amphibiens de la famille des Hylidae.

## Répartition
Cette espèce se rencontre entre 950 et 2 600 m d'altitude dans la sierra Madre de Chiapas au Mexique, au Guatemala et au Salvador, et dans la cordillère Nombre de Dios au Honduras.

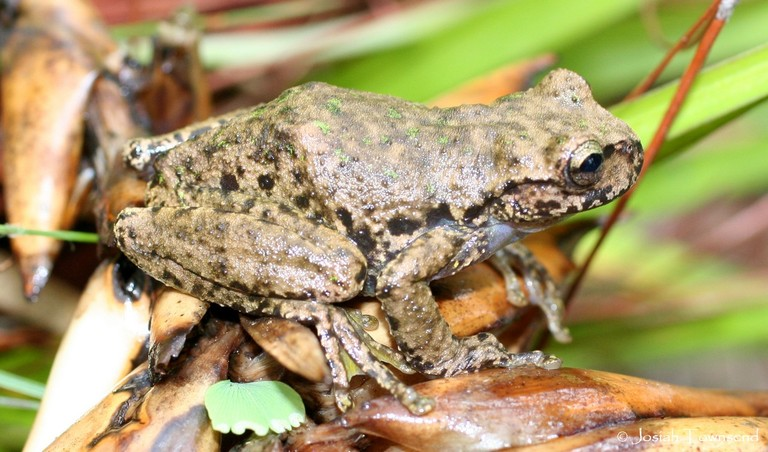

## Étymologie
Son nom d'espèce, composé de guatemal[a] et du suffixe latin -ensis, « qui vit dans, qui habite », lui a été donné en référence au lieu de sa découverte, la ville de Patzicía au Guatemala.

## Publication originale
- Brocchi, 1877 : Description d'un nouveau genre de Phaneroglosse Hylaeforme (Plectrohyla guatemalensis). Bulletin de la Société Philomathique de Paris, sér. 7, vol. 1, p. 92-93 (texte intégral).